# 38e Schaakolympiade

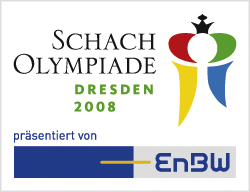
Logo van de Schaakolympiade 2008

De 38e Schaakolympiade was een schaaktoernooi voor landenteams, georganiseerd door de FIDE, en bestaande uit een open en een vrouwentoernooi. Het vond plaats tussen 12 en 25 november 2008 in Dresden, Duitsland. Er deden 146 teams mee in het open toernooi en 111 teams in het vrouwentoernooi. In totaal deden er 1277 spelers mee.
Beide toernooien werden begeleid door internationaal arbiter Ignatius Leong (Singapore). Het aantal rondes was in plaats van 13 (bij de andere olympiades) 11 (Zwitsers systeem). Voor het eerst in de geschiedenis van het vrouwentoernooi, mocht elk team vier basisspelers en één reservespeler meenemen naar het toernooi. De eindstand werd bepaald door de matchpunten van een team. Als het dan gelijk was werd het bepaald door 1. Sonneborn-Bergerpunten 2. Weerstandspunten 3. Bordpunten.
De tijd die een speler had voor een partij was 90 minuten voor de eerste 40 zetten en 30 minuten voor de rest van de partij, plus 30 seconden per zet (Fischer tijd). Een nieuwe regel dit toernooi was dat er geen remise mocht worden overeengekomen vóórdat er 30 zetten waren gespeeld. Toch waren er partijen die na 16 zetten al remise werden verklaard; dit kwam echter door herhaling van zetten (3 keer achter elkaar dezelfde stelling) waartegen geen regel was. In tegenstelling tot voorgaande keren dat de schaakolympiade werd georganiseerd, verloor iemand direct de partij als hij niet op tijd achter zijn bord verscheen (terwijl vroeger de partij werd gestart terwijl hij er nog niet was). Deze regel werd ingesteld om de regels zo veel mogelijk aan te laten sluiten bij andere professionele schaakevenementen.

## Open toernooi
Aan het open toernooi deden 146 teams mee die 141 verschillende landen vertegenwoordigden. Duitsland, als gastheer, stelde 3 teams op. Marokko was aangemeld maar geen enkele speler van het team was er tijdens de eerste ronden, waarop het land werd gediskwalificeerd.
Titelverdediger Armenië, opnieuw onder leiding van Levon Aronian, behaalde de tweede opeenvolgende titel hoewel het team als achtste was ingeschat. Het won 9 van de 11 wedstrijden. Israël eindigde 1 punt achter Armenië. De VS, onder leiding van Gata Kamsky, werd uiteindelijk derde. Nogmaals was Rusland (onder leiding van Vladimir Kramnik) de favoriet van het pre-toernooi, maar het eindigde op de vijfde plaats. Van Vietnam werd verwacht dat het niet eens in de top 30 zou eindigen, maar uiteindelijk werd het negende. Duitsland, de gastheer, eindigde als 13e, terwijl India, zonder (inmiddels ex) wereldkampioen, Viswanathan Anand, genoegen moest nemen met de 16e plaats.
| #  | Land             | Spelers                                                                              | Gemiddelde rating | MP | dSB   |
| -- | ---------------- | ------------------------------------------------------------------------------------ | ----------------- | -- | ----- |
| 1  | Armenië          | Aronian, Akopian, Sargissian, Petrosjan, Minasian                                    | 2677              | 19 |       |
| 2  | Israël           | Gelfand, Roiz, Avroech, Postny, Rodshtein                                            | 2682              | 18 |       |
| 3  | Verenigde Staten | Kamsky, Nakamura, Onisjtsjoek, Shulman, Akobian                                      | 2673              | 17 | 362.0 |
| 4  | Oekraïne         | Ivantsjoek, Karjakin, Eljanov, Jefimjenko, Volokitin                                 | 2729              | 17 | 348.5 |
| 5  | Rusland          | Kramnik, Svidler, Grisjtsjoek, Morozevitsj, Jakovenko                                | 2756              | 16 | 375.0 |
| 6  | Azerbeidzjan     | Radjabov, Mamedyarov, Gashimov, Guseinov, Mamedov                                    | 2709              | 16 | 359.5 |
| 7  | China            | Wang Yue, Bu Xiangzhi, Ni Hua, Wang Hao, Li Chao                                     | 2714              | 16 | 357.5 |
| 8  | Hongarije        | Lékó, Polgár, Almási, Balogh, Berkes                                                 | 2692              | 16 | 341.5 |
| 9  | Vietnam          | Nguyễn Ngọc Trường Sơn, Lê Quang Liêm, Đào Thiên Hải, Nguyễn Văn Huy, Tu Hoang Thong | 2539              | 16 | 340.0 |
| 10 | Spanje           | Sjirov, Vallejo Pons, Illescas Córdoba, Khamrakulov, San Segundo Carrillo            | 2644              | 16 | 337.5 |

### Individuele medailles
Voor de eerste keer werden de prijzen voor de resultaten per bord, vastgesteld aan de hand van de performance rating. Bij eerdere Olympiades werd het scoringspercentage (aantal punten gedeeld door het aantal gespeelde partijen) gebruikt. 
Gouden medailles: 
- bord 1:  HUN - Péter Lékó 2834
- bord 2:  ARM - Vladimir Akopian 2813
- bord 3:  ARM - Gabriel Sargissian 2869
- bord 4:  MNE - Dragiša Blagojević 2792
- reservebord:  RUS - Dmitry Yakovenko 2794

## Vrouwentoernooi
Aan het vrouwentoernooi werd deelgenomen door 111 teams, afkomstig uit 106 landen. Organiserend land Duitsland nam deel met drie teams, terwijl de International Braille Chess Association (IBCA), de International Physically Disabled Chess Association (IPCA), en de International Committee of Silent Chess (ICSC) ieder met een team deelnamen.
Georgië won voor de vierde keer de titel, 12 jaar na de vorige keer, doordat ze via de tiebreak-score nipt boven Oekraïne eindigden. Het Georgische team werd aangevoed door voormalig wereldkampioene, de 47-jarige Maia Tsjiboerdanidze, die aan het eerste bord de beste performance van het toernooi behaalde. 
De VS behaalde via de tie-breaks de bronzen medaille, net boven Rusland (met de nieuwe wereldkampioene Aleksandra Kostenjoek) en Polen. Het organiserend land Duitsland eindigde als 21e. 
| #  | Land             | Spelers                                                                   | Gemiddelde rating | MP | dSB   |
| -- | ---------------- | ------------------------------------------------------------------------- | ----------------- | -- | ----- |
| 1  | Georgië          | Tsjiboerdanidze, Dzagnidze, Dzjavachisjvili, Lomineisjvili, Choechasjvili | 2476              | 18 | 411.5 |
| 2  | Oekraïne         | Lahno, Zjoekova, Oesjenina, Gaponenko, Zdebskaja                          | 2486              | 18 | 406.5 |
| 3  | Verenigde Staten | Krush, Zatonski, Goletiani, Rohonyan, Abrahamjan                          | 2396              | 17 | 390.5 |
| 4  | Rusland          | Kostenjoek, T. Kosintseva, N. Kosintseva, Korboet, Pogonina               | 2495              | 17 | 367.0 |
| 5  | Polen            | Soćko, Rajlich, Zawadzka, Majdan, Przeździecka                            | 2386              | 17 | 364.5 |
| 6  | Armenië          | Danielian, Mkrtchian, Aginian, Galojan, Andriasian                        | 2397              | 16 | 353.0 |
| 7  | Servië           | Marić, Bojković, Stojanović, Chelushkina, Benderać                        | 2386              | 16 | 318.5 |
| 8  | China            | Hou Yifan, Zhao Xue, Shen Yang, Ju Wenjun, Tan Zhongyi                    | 2486              | 15 | 392.5 |
| 9  | Israël           | Klinova, Borsuk, Igla, Vasiliev, Efroimski                                | 2304              | 15 | 325.0 |
| 10 | Wit-Rusland      | Sjarevitsj, Popova, Azarova, Berlin, Klimets                              | 2278              | 15 | 317.5 |

### Individuele medailles
Voor de eerste keer werden de prijzen voor de resultaten 'per bord' toegekend op basis van de behaalde performance ratings. Bij eerdere Olympiades werd het scoringspercentage (aantal punten gedeeld door het aantal gespeelde partijen) gebruikt. Deze keer was er daardoor geen overkoepelende performance-prijs, hoewel Maia Tsjiboerdanidze aan het eerste bord de beste performance van alle deelneemster aan het toernooi had. 
Gouden medailles: 
- bord 1:  GEO - Maia Tsjiboerdanidze 2715
- bord 2:  USA - Anna Zatonski 2571
- bord 3:  RUS - Nadezjda Kosintseva 2591
- bord 4:  POL - Joanna Majdan 2621
- reservebord:  UKR - Natalja Zdebskaja 2528

## Overkoepelende titel
De Nona Gaprindasjvili-trofee wordt uitgereikt aan het land dat het hoogste aantal matchpunten behaalt als de resultaten van het open en het vrouwentoernooi bij elkaar worden opgeteld. Als twee of meer teams daarbij gelijk eindigen, wordt de tiebreak op dezelfde manier berekend als in de afzonderlijke toernooien. De trofee werd uitgereikt aan Oekraïne. 
De trofee is genoemd naar Nona Gaprindasjvili, die van 1961 tot 1978 wereldkampioene was, en werd ingesteld door de FIDE in 1997. 
| # | Team             | MP | dSB   |
| - | ---------------- | -- | ----- |
| 1 | Oekraïne         | 35 | 755.0 |
| 2 | Armenië          | 35 | 753.5 |
| 3 | Verenigde Staten | 34 |       |